# کلیسای سنت مایکل (چرنا واس)
کلیسای سنت مایکل در چرنا واس، اسلوونی، همچنین به عنوان کلیسای سنت مایکل در مرداب شناخته می‌شود (اسلوونیایی: Cerkev sv. Mihaela na Barju), یک کلیسای محلی از رومی کلیسای کاتولیک در اسقف‌نشین کاتولیک رومی لیوبلیانا است. این کلیسا به سنت مایکل تقدیم شده است و یکی از آثار برجستهٔ معمار اسلوونیایی یوژه پلچنیک در قرن بیستم است و به عنوان یک بنای ملی با اهمیت اسلوونی شناخته می‌شود. این کلیسا، همراه با چندین اثر دیگر پلچنیک در لیوبلیانا، در سال ۲۰۲۱ به عنوان میراث جهانی یونسکو در فهرست آثار جوژه پلچنیک در لیوبلیانا – طراحی شهری انسان‌محور ثبت شد.